# Momentgenererende functie
In de kansrekening en de statistiek is de momentgenererende functie van een stochastische variabele {\displaystyle X} een functie waarmee, mits deze gedefinieerd is, de momenten van {\displaystyle X} kunnen worden bepaald. De momentgenererende functie geeft daarmee een alternatieve mogelijkheid om de kansverdeling van {\displaystyle X} te analyseren. Anders dan de karakteristieke functie, die altijd bestaat en die nauw verwant is aan de momentgenerende functie, is deze laatste niet voor elke {\displaystyle X} gedefinieerd.

## Definitie
De momentgenererende functie van de stochastische variabele {\displaystyle X} is de functie die voor reële {\displaystyle t} gegeven wordt door:
{\displaystyle M_{X}(t)={\mathrm {E} }\left(e^{tX}\right)}
mits deze verwachtingswaarde bestaat. De momentgenererende functie kan dan als Riemann-Stieltjes-integraal worden berekend:
{\displaystyle M_{X}(t)=\int _{-\infty }^{\infty }e^{tx}\ dF_{X}(x)}
waarin {\displaystyle F_{X}} de verdelingsfunctie van {\displaystyle X} is.
Er geldt dus:
{\displaystyle M_{X}(t)={\mathrm {E} }\left(1+xt+{\frac {x^{2}}{2!}}t^{2}+\ldots \right)=\mu _{0}+\mu _{1}t+{\frac {\mu _{2}}{2!}}t^{2}+\ldots }
waarin {\displaystyle \mu _{n}} het {\displaystyle n}-de moment van {\displaystyle X} is. De momentgenererende functie is daarmee de voortbrengende functie van de rij {\displaystyle \left({\frac {\mu _{n}}{n!}}\right)_{n\geq 0}}.
Als de momentgenererende functie bestaat in een interval rond {\displaystyle t=0}, genereert de momentgenererende functie de momenten van {\displaystyle X} als volgt:
{\displaystyle \mu _{n}={\mathrm {E} }\left(X^{n}\right)=M_{X}^{(n)}(0)}.

## Voorbeelden

### Normale verdeling
Voor de normale verdeling met parameters {\displaystyle \mu } en {\displaystyle \sigma ^{2}} is de momentgenererende functie: 
{\displaystyle M_{X}(t)={\frac {1}{\sigma {\sqrt {2\pi }}}}\int _{-\infty }^{\infty }e^{tx}e^{-{\frac {1}{2}}({\frac {x-\mu }{\sigma }})^{2}}\mathrm {d} x=e^{\mu t+{\frac {1}{2}}\sigma ^{2}t^{2}}.}

### Exponentiële verdeling
Voor de exponentiële verdeling met parameter {\displaystyle \lambda } is de momentgenererende functie:
{\displaystyle M_{X}(t)=\lambda \int _{0}^{\infty }e^{tx}e^{-\lambda x}\mathrm {d} x={\frac {\lambda }{\lambda -t}},\quad {\lambda >t}}

Voor een rij onderling onafhankelijke en niet noodzakelijk gelijkverdeelde toevalsgrootheden {\displaystyle X_{1},X_{2},\ldots ,X_{n}}, wordt de momentgenererende functie van de gewogen som
{\displaystyle S_{n}=\sum _{i=1}^{n}a_{i}X_{i},}
waar de {\displaystyle a_{i}} constanten zijn, gegeven door 
{\displaystyle M_{S_{n}}(t)=M_{X_{1}}(a_{1}t)M_{X_{2}}(a_{2}t)\ldots M_{X_{n}}(a_{n}t)}.
Verwant met de momentgenererende functie zijn enkele andere integraaltransformaties die voorkomen in de kansrekening, zoals de karakteristieke functie en de kansgenererende functie.
De cumulantgenererende functie is de logaritme van de momentgenererende functie.

## Verband met laplacetransformatie
Als de kansdichtheid {\displaystyle f_{X}} van {\displaystyle X} bestaat, is
{\displaystyle M_{X}(-t)}
de tweezijdige laplacegetransformeerde van {\displaystyle f_{X}}.